# Spaventapasseri viventi
Spaventapasseri viventi (The Scarecrow Walks at Midnight) è la ventesima storia della serie horror per ragazzi Piccoli brividi, scritta da R. L. Stine.

## Trama
La dodicenne Jodie Bertram e il fratello undicenne Mark vanno a vivere per un mese nella casa in campagna dei nonni, come succede ogni anno. Essi possiedono dei vasti campi di mais, dove sono piazzati diversi spaventapasseri costruiti da Stanley, un contadino che vive da loro, che racconta loro dei macabri fatti su alcuni omicidi e che "gli Spaventapasseri camminano a mezzanotte".
Camminando per i campi Jodie nota dei nuovi Spaventapasseri piazzati sui campi. Dal loro arrivo in campagna, il nonno Kurt e nonna Miriam trattano i nipoti senza troppa convinzione. Stanley mostra ai ragazzi come costruisce gli spaventapasseri, seguendo le istruzioni di uno speciale libro sulla superstizione, spiegando inoltre che sarebbe capace di dare vita agli Spaventapasseri, per favorire una crescita migliore al mais. Improvvisamente uno degli Spaventapasseri inizia a muoversi, terrorizzando Jodie e Mark. Lo Spaventapasseri si rivela in realtà Stecco, il figlio adolescente di Stanley, che è un gran burlone.
Dopo cena, Jodie e il fratello attendono ansiosamente nonno Kurt in soggiorno, sperando che racconti loro una delle sue storie paurose. Nonno Kurt invece manda i ragazzi a letto presto. Jodie inizia a rendersi conto che molte cose le sembrano bizzarre, al tal punto si insospettisce di tutti. Con le sue capacità investigative, Jodie nota che i suoi nonni sembrano molto meno energetici rispetto all'anno scorso. Di notte Jodie e Mark vedono dalla finestra gli Spaventapasseri muoversi sul campo. Jodie racconta il fatto a nonno Kurt il mattino dopo, ma Stanley immediatamente insiste sul fatto che era stato solo il vento a smuovere gli Spaventapasseri. 
Dopo colazione, Stanley porta con sé i ragazzi e gli fa fare tre giri intorno al campo per avere fortuna, come dice il suo libro. Quando arrivano allo stagno, Jodie scorge uno Spaventapasseri che li spiava. Jodie lo dice subito a Stanley, che però non le crede e fugge via terrorizzato. Jodie decide allora di dirlo a nonno Kurt, ma quando lo cerca all'interno del fienile, uno Spaventapasseri la rinchiude dentro. Jodie si arrampica in soffitta e vede uno Spaventapasseri arroccato davanti all'entrata del fienile, che poi si allontana. La ragazza si decide a scendere giù e a seguirlo, ma va incontro a Stecco, accusandolo di aver manipolato in qualche modo gli Spaventapasseri per farle un altro scherzo. Stecco però giura spaventato che non ha fatto niente e quando apprende che Stanley è corso via, decide di andare a cercarlo.
La sera seguente, Stanley ritorna da Jodie con il suo libro di superstizioni in mano, supplicandola di non dire niente a Kurt riguardo agli Spaventapasseri, che se ne sarebbe occupato lui. Di notte Jodie viene risvegliata di soprassalto da nonno Kurt, che sguscia dalla finestra rivelandosi uno Spaventapasseri. Spaventata, Jodie corre da nonna Miriam, che si rivela pure lei uno Spaventapasseri; Jodie si sveglia nel suo letto capendo che era solo un incubo.
Il giorno dopo Jodie e Mark vanno a fare una gita ai campi a cavallo, quando improvvisamente uno Spaventapasseri esce fuori dal nulla spaventando i due cavalli, che scalciano a terra i ragazzi. Stanley li raggiunge e mentre li aiuta crede che Mark si sia rotto il polso e dice a Jodie di aver visto lo Spaventapasseri. Quando tornano alla fattoria raccontano tutto a Kurt e Miriam, che però si fanno una grassa risata dicendo che Stecco "adora fare scherzi".
Jodie decide di confrontarsi con Stecco, ma lui è assente dal campo. Nel suo garage però, Jodie scopre una pila di vestiti per Spaventapasseri, delle torce e una bottiglia di cherosene. Stecco arriva e la scaccia via dal suo garage, affermando di non essere il colpevole di alcuno scherzo. Jodie allora pianifica una vendetta verso Stecco: di notte veste Mark come uno Spaventapasseri, per spaventare Stecco una volta che lei lo avesse portato al campo. Mentre cammina verso la casa di Stecco, Jodie vede Mark travestito che per qualche ragione la insegue. Improvvisamente Stecco appare e stende a terra l'inseguitore di Jodie: in realtà era un vero e proprio Spaventapasseri ad inseguirla!
Stecco spiega a Jodie che cosa sta realmente accadendo: qualche settimana prima dell'arrivo di Jodie e di suo fratello, Stanley aveva letto un'antica formula dal suo libro, che aveva dato la vita ai suoi Spaventapasseri. I terrorizzati nonni di Jodie avevano supplicato Stanley di togliere la vita ai fantocci impagliati e lui aveva acconsentito, a patto però che essi lo servissero per sempre preparando solo il cibo che piace a lui. Stanley aveva già fatto il contro-incantesimo, ma alcuni Spaventapasseri sono rimasti ancora vivi. Stecco cerca di non rivelare questo al padre, perché se recitasse di nuovo il contro-incantesimo, avrebbe risvegliato tutti gli altri Spaventapasseri. Stanley irrompe nella casa affermando di aver sentito parte della loro conversazione ed entra in discussione con il figlio circa recitare il contro-incantesimo o no. Mark li raggiunge vestito da Spaventapasseri. Stanley e Stecco escono e si scontrano, ma alla fine Stanley ha la meglio e legge ad alta voce il contro-incantesimo, risvegliando tutti gli Spaventapasseri presenti. Stecco urla a Jodie e a Mark di correre dai loro nonni a dire che cosa ha fatto Stanley. Mentre raggiungono la fattoria, Jodie e Mark vedono un'orda di Spaventapasseri avanzare verso di loro. I due ragazzi entrano gridando ai nonni che gli Spaventapasseri sono vivi e poi arrivano di corsa Stanley e Stecco con una notizia ancora più terrificante: gli Spaventapasseri non obbediscono più ai suoi ordini. Jodie vede che gli Spaventapasseri imitano Mark, ma solo perché indossa abiti da Spaventapasseri. Proprio quando tutto sembra perduto, Stecco arriva in soccorso armato di mazza da baseball e torce. Mentre Stecco distrugge e brucia gli Spaventapasseri, Stanley sembra essere pentito di quello che ha fatto.
Nel finale, Jodie è sdraiata nel soggiorno a rilassarsi, quando sente la voce di Stanley che recita la formula magica. Sotto lo sguardo inorridito di Jodie, l'enorme orso imbalsamato che nonno Kurt aveva abbattuto in passato si muove e, leccandosi le labbra, avanza verso di lei.

## Personaggi
- Jodie Bertram: la protagonista del racconto. Nel doppiaggio italiano è doppiata da Emanuela Pacotto.
- Mark Bertram: il fratello della protagonista. Nel doppiaggio italiano è doppiato da Monica Bonetto.
- Stanley: il giardiniere di nonno Kurt che causa il risveglio degli Spaventapasseri. Nel doppiaggio italiano è doppiato da Mario Scarabelli.
- Stecco: il burlone figlio di Stanley. Nel doppiaggio italiano è doppiato da Simone D'Andrea.
- Nonno Kurt: il nonno di Jodie e Mark. Nel doppiaggio italiano è doppiato da Vittorio Bestoso.
- Nonna Miriam: la nonna di Jodie e Mark.

## Episodio TV
Il romanzo è stato adattato in un episodio della serie televisiva Piccoli brividi. L'episodio TV rispecchia quasi del tutto la trama del racconto. Nel finale, tuttavia, Stanley con il suo incantesimo dà vita alla trebbiatrice e non ad un orso imbalsamato.

## Edizioni
- R. L. Stine, Spaventapasseri viventi, traduzione di Alessandra Padoan, collana Piccoli brividi, Arnoldo Mondadori Editore, 1996,  p. 143, ISBN 88-04-38779-3.